# Videlles
Videlles és un municipi francès, situat al departament de l'Essonne i a la regió de Illa de França. L'any 2007 tenia 645 habitants.
Forma part del cantó de Mennecy, del districte d'Étampes i de la Comunitat de comunes des 2 Vallées.

## Demografia

### Població
El 2007 la població de fet de Videlles era de 645 persones. Hi havia 240 famílies, de les quals 51 eren unipersonals (31 homes vivint sols i 20 dones vivint soles), 55 parelles sense fills, 118 parelles amb fills i 16 famílies monoparentals amb fills.
La població ha evolucionat segons el següent gràfic:
Habitants censats

### Habitatges
El 2007 hi havia 288 habitatges, 238 eren l'habitatge principal de la família, 31 eren segones residències i 19 estaven desocupats. 286 eren cases i 1 era un apartament. Dels 238 habitatges principals, 207 estaven ocupats pels seus propietaris, 27 estaven llogats i ocupats pels llogaters i 5 estaven cedits a títol gratuït; 3 tenien una cambra, 11 en tenien dues, 35 en tenien tres, 50 en tenien quatre i 139 en tenien cinc o més. 187 habitatges disposaven pel capbaix d'una plaça de pàrquing. A 84 habitatges hi havia un automòbil i a 142 n'hi havia dos o més.

### Piràmide de població
La piràmide de població per edats i sexe el 2009 era:
| Homes | Edats   | Dones |
| ----- | ------- | ----- |
| 0     | 95 o +  | 0     |
| 0     | 90 a 94 | 8     |
| 8     | 85 a 89 | 12    |
| 0     | 80 a 84 | 0     |
| 12    | 75 a 79 | 8     |
| 4     | 70 a 74 | 16    |
| 8     | 65 a 69 | 12    |
| 0     | 60 a 64 | 12    |
| 12    | 55 a 59 | 4     |
| 20    | 50 a 54 | 12    |
| 16    | 45 a 49 | 16    |
| 44    | 40 a 44 | 28    |
| 36    | 35 a 39 | 36    |
| 4     | 30 a 34 | 16    |
| 28    | 25 a 29 | 12    |
| 4     | 20 a 24 | 8     |
| 4     | 15 a 19 | 12    |
| 40    | 10 a 14 | 28    |
| 40    | 5 a 9   | 12    |
| 16    | 0 a 4   | 12    |

## Economia
El 2007 la població en edat de treballar era de 450 persones, 345 eren actives i 105 eren inactives. De les 345 persones actives 321 estaven ocupades (175 homes i 146 dones) i 24 estaven aturades (18 homes i 6 dones). De les 105 persones inactives 36 estaven jubilades, 48 estaven estudiant i 21 estaven classificades com a «altres inactius».

### Ingressos
El 2009 a Videlles hi havia 243 unitats fiscals que integraven 679,5 persones, la mediana anual d'ingressos fiscals per persona era de 24.294 €.

### Activitats econòmiques
Dels 14 establiments que hi havia el 2007, 2 eren d'empreses extractives, 1 d'una empresa de fabricació d'altres productes industrials, 2 d'empreses de construcció, 3 d'empreses de comerç i reparació d'automòbils, 1 d'una empresa de transport, 1 d'una empresa d'informació i comunicació i 4 d'empreses de serveis.
Dels 3 establiments de servei als particulars que hi havia el 2009, 1 era un guixaire pintor i 2 lampisteries.
L'únic establiment comercial que hi havia el 2009 era una botiga de menys de 120 m².
L'any 2000 a Videlles hi havia 12 explotacions agrícoles.

## Equipaments sanitaris i escolars
El 2009 hi havia una escola elemental.

## Poblacions més properes
El següent diagrama mostra les poblacions més properes.